# Registreret partnerskab
Registreret partnerskab er en dansk betegnelse for en ægteskabslignende institution i en række lande og delstater. Det kan indgås af to personer af samme køn og i nogle lande også af personer af forskelligt køn. Det indgås hovedsageligt af homoseksuelle par, og medmindre andet fremgår af konteksten vil "registreret partnerskab" herunder henvise til sådanne partnerskaber.
Registreret partnerskab blev indført for at give homoseksuelle nogle af de samme rettigheder og beskyttelser som ægteviede uden at lægge sig for kraftigt ud med de dele af befolkningen som var modstandere af regulære homoseksuelle ægteskaber.
I de senere år er der i flere lande sket en gradvis fjernelse af de juridiske forskelle på registreret partnerskab og ægteskab, således at den vigtigste tilbageværende forskel er navnet. Andre lande (herunder Danmark) har indført kønsneutralt ægteskab, så der ikke længere er forskel.

## Registreret partnerskab i Danmark
Danmark var det første land i verden, der indførte et registreret partnerskab, da Folketinget vedtog Lov om registreret partnerskab 26. maj 1989. Under Schlüters mindretalsregeringer i firserne viste der sig på visse politikområder et alternativt flertal bestående af Det Radikale Venstre og venstrefløjspartierne, og disse fremsatte ved flere lejligheder lovforslag beregnet på at forbedre homoseksuelles retsstilling, som blev vedtaget mod regeringens ønske og uden dens stemmer. Således stillede medlemmer af de radikale, Socialdemokratiet og SF i januar 1988 forslag om at indføre et registreret partnerskab, men forslaget bortfaldt i.f.m. folketingsvalget i maj 1988. Efter nyvalget blev lovforslaget genfremsat i november 1988, men denne gang uden de radikale, der efter valget var indtrådt i den borgerlige regering. Forslaget blev vedtaget i maj 1989 med stemmer fra venstrefløjen, de radikale og Fremskridtspartiet samt enkelte andre, medens Konservative, Venstre, CD, Kristeligt Folkeparti og enkeltmedlemmer fra de radikale og Fremskridtspartiet stemte imod.
Loven trådte i kraft 1. oktober samme år, hvor Eigil og Axel Axgil for øjnene af verdenspressen indgik registreret partnerskab på Københavns Rådhus som de første i verden.
Pr. 1. januar 2012 var der 4.101 registrerede par.
Partnerskabsloven gav samme rettigheder og forpligtelser som et ægteskab med følgende undtagelser:
- De almindelige regler om adoption og forældremyndighed gjaldt ikke for registrerede partnere. Denne begrænsning blev senere revideret i flere omgange og ophævet i 2010.
- Lovbestemmelser der indeholder særlige regler for enten mænd eller kvinder, gælder ikke for personer i registreret partnerskab.
- Bestemmelser i internationale traktater om personer i ægteskab gælder ikke for personer i registreret partnerskab, medmindre de øvrige deltagende lande tilslutter sig dette.

Registreret partnerskab kunne indgås på samme vis som en borgerlig vielse. Det var ikke muligt at indgå registreret partnerskab ved kirkelig vielse, hverken i Folkekirken eller i andre trossamfund. Par der havde indgået registreret partnerskab, kunne dog opnå en kirkelig velsignelse i Folkekirken, og i seks stifter vedtog man i 2005 et ritual med tilspørgelse og håndspålæggelse, der minder om et vielsesritual.
Et registreret partnerskab kan opløses ved skilsmisse efter stort set samme regler som et ægteskab.
Den 7. juni 2012 vedtog flertallet af partierne i Folketinget en ny lov, der giver homoseksuelle ret til at blive gift på traditionel vis – imod stemte kun DF og visse medlemmer af V og K. Loven trådte i kraft 15. juni samme år. Dermed sluttede Danmark sig til rækken af lande med kønsneutrale ægteskaber. Registreret partnerskab blev samtidig afskaffet, men partnerskaber indgået, før loven trådte i kraft, er fortsat gyldige og kan omdannes til et ægteskab.

## Uden for Danmark

### USA
Med en afgørelse den 26. juni 2015 fastslog USA's højesteret med stemmerne 5-4 i afgørelsen Obergefell v. Hodges, at forbud mod ægteskab mellem personer af samme køn er i strid med USA's forfatning og USA blev derved det 18. land, der på nationalt plan anerkender ægteskab mellem personer af samme køn.
Forinden havde flere delstater anerkendt ægteskaber mellem personer af samme køn. Den første delstat, der indførte registreret partnerskab med rettigheder næsten svarende til ægteskab, var Vermont i 2000 som følge af en afgørelse ved delstatens højesteret. Herefter fulgte staterne, Colorado, Illinois, Nevada, Oregon og Wisconsin og senere Californien, Connecticut, Delaware, Hawaii, Iowa, Maine, Maryland, Massachusetts, Minnesota, New Hampshire, New Jersey, New Mexico, New York, Rhode Island, Utah, og Washington samt i District of Columbia. Debatten om emnet havde været ophedet, men med højesterets afgørelse blev det slået fast, at staterne ikke kunne lade ægtefællernes køn afgøre om ægteskabet kunne anerkendes.